# Augusto Rubio Acosta
Augusto Rubio Acosta es un poeta, narrador, periodista y gestor cultural peruano.

## Biografía
Augusto Rubio Acosta nació en Chimbote (Perú), Provincial del Santa, en el año de 1973. Estudió Comunicación Social en la Universidad Nacional Mayor de San Marcos. Es un poeta, narrador y periodista. Ha obtenido algunos reconocimientos importantes como el Premio Nacional de Periodismo CVR + 5.

## Obras

### Poesía
- Inventario de iras y sueños (UCV. Chimbote, 2005)

- Mi camisa de comando (MCE. Chimbote, 2007)

- Poquita fe (Bisagra Editores. Huancayo, 2010)

### Narrativa
- Avenida indiferencia (Altazor, 2005)

- Mundo cachina (Río Santa Editores. Chimbote, 2007)

- ¡Habla, San Pedrito! (Río Santa Editores. Chimbote, 2011)

### Antologías
- Cinco narradores chimbotanos (Hipocampo. Lima, 2004)
- Tiempo de pesca (Altazor. Lima, 2005)
- El ojo del voyeur. Cuentos inmorales /Altazor. Lima, 2005)
- Cuentos del último navegante (MCE. Chimbote, 2006)
- Libro del Centenario de Chimbote (Comisión del Centenario de Chimbote, 2006)
- Poesía Perú Siglo XXI (Compilación de Dalmacia Ruiz Rosas y Willy Gómez Migliaro) (Lima, Fundación Yacana, 2007)
- La santa cede (Río Santa Editores. Chimbote, 2008)
- Áncash. Cuentos infantiles (Altazor. Lima, 2009)

## Premios y reconocimientos
- Premio Nacional de Periodismo 2007 (categoría crónica). Ministerio de la Mujer y Desarrollo Social (Mimdes)
- Premio Nacional de Periodismo CVR + 5 (categoría reportaje escrito). Consejo de la Prensa Peruana y Movimiento Ciudadano Para que no se repita (2008).